# 록스 (음식)

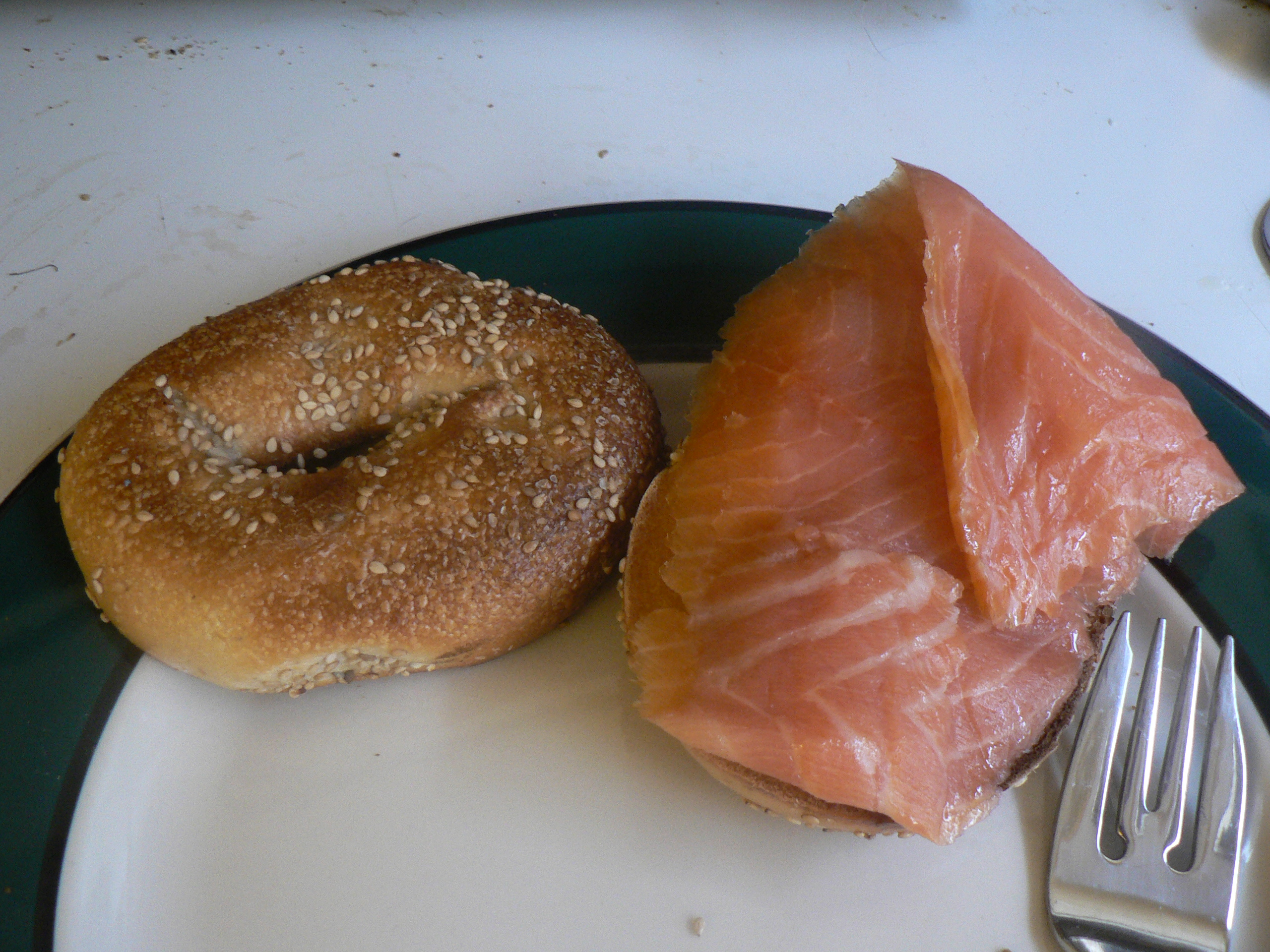
록스와 베이글.

락스(록스)(lox, 영국 영어: [loks], 미국 영어: [lɒks])는 연어 절임 필레이다. 보통 5 밀리미터 이하의 두께로 썰어서 먹는다.
‘락스(록스)’라는 말은 연어를 뜻하는 독일어 ‘락스(독일어: Lachs)’와 이디시어 ‘락스(이디시어: לאַקס)’에서 왔다.
때로는 이러한 연어와 양상추 겨자 오이 토마토 등을 베이글사이에 끼워서먹는 샌드위치를 록스(Lox)라고 부르기도 한다.

## 같이 보기
- 훈제